# Леова
Лео́ва (на румънски: Leova) е град в Република Молдова, административен център на Леовски район.

## География
Намира се в южната част на страната, на 22 километра северозападно от гара Яргара. Разположен е на левия бряг на река Прут.

## Население
Етническата структура на града според преброяването от 2004 г.:
| Етническа група  | Население | %            |
| ---------------- | --------- | ------------ |
| Молдовци Румънци | 8 435 150 | 84,12% 1,50% |
| Руснаци          | 629       | 6,27%        |
| Българи          | 349       | 3,48%        |
| Украинци         | 278       | 2,77%        |
| Гагаузи          | 99        | 0,99%        |
| Цигани           | 28        | 0,28%        |
| Други            | 63        | 0,63%        |
| Общо             | 10 027    | 100%         |